# Епархия Принс-Альберта
Епархия Принс-Альберта (лат. Dioecesis Principis Albertensis) — епархия Римско-Католической церкви с центром в городе Принс-Альберт, Канада. Епархия Принс-Альберта входит в архиепархию Реджайны. Кафедральным собором епархии Принс-Альберта является собор Святейшего Сердца Иисуса в городе Принс-Альберт.

## История
4 июня 1891 года Святой Престол учредил Апостольский викариат Саскатчевана, выделив его из архиепархии святого Бонифация. 2 декабря 1907 года Апостольский викариат Саскатчевана был преобразован в епархию Альберта-Саскатуна. 6 мая 1921 года на территории епархия Альбер-Саскатуна было образовано Территориальное аббатство святого Петра в Мюнстера, которое просуществовало до 14 сентября 1998 года.
9 июня 1933 года Римский папа Пий XI издал буллу «Ecclesiarum omnium», которой разделил епархию Сент-Альберта-Саскатуна на две епархии: Принс-Альберта и Саскатуна.

## Ординарии епархии
- епископ Albert Pascal (2.06.1891 — 12.07.1920);
- епископ Henri-Jean-Maria Prud’homme (16.07.1921 — 29.01.1937);
- епископ Réginald Duprat (17.03.1938 — 29.06.1952);
- епископ Léo Blais (4.07.1952 — 28.02.1959);
- епископ Laurent Morin (28.02.1959 — 9.04.1983);
- епископ Blaise-Ernest Morand (9.04.1983 — 26.05.2008);
- епископ Albert Thévenot (26.05.2008 — по настоящее время).

## Источник
- Annuario Pontificio, Libreria Editrice Vaticana, Città del Vaticano, 2003, стр. 958, ISBN 88-209-7422-3
- Булла Ecclesiarum omnium, AAS 26 (1934), стр. 624  (лат.)